# Davide Serra
Davide Serra (Genova, 1971) è un imprenditore italiano naturalizzato britannico, fondatore e amministratore delegato del fondo Algebris.

## Biografia
Laureato alla Bocconi, nel 1995 si trasferisce a Londra, dove lavora per UBS fino al 2000, prima di entrare alla banca d'affari Morgan Stanley, dove diventa direttore generale e coordinatore della ricerca globale sulla finanza. Premiato come "Young Global Leader" dal Forum economico mondiale., nel 2006 fonda, insieme al francese Eric Halet, la società di gestione del risparmio Algebris, di cui diviene amministratore delegato; Halet ha poi lasciato l'azienda nel 2012 e Serra è rimasto l'unico proprietario. Nel primo anno di attività il fondo è cresciuto da circa 700 milioni a quasi 2 miliardi di dollari gestiti.
Nel 2007 lancia la scalata alla banca ABN AMRO, conclusa qualche mese dopo con le dimissioni dell'amministratore delegato Rijkman Groenink e la vittoriosa OPA lanciata dal consorzio formato da Royal Bank of Scotland, Fortis e Banco Santander Central Hispano.
Tra il 2007 e il 2008 Serra si rende protagonista di diverse critiche nei confronti dei vertici delle Assicurazioni Generali: dapprima tramite Algebris scrive una lettera aperta sulla gestione della compagnia criticandone le performance in Borsa, le remunerazioni dei manager e i conflitti d'interesse con Mediobanca. Successivamente torna all'attacco del presidente Antoine Bernheim, scrivendo alla Banca d'Italia e all'ISVAP per contestare la lista presentata per il collegio sindacale da Edizione Holding (la finanziaria della famiglia Benetton), causandone il ritiro. A luglio 2008, infine, torna a criticare la strategia di investimento di Generali (in particolare per quanto riguarda le operazioni Telco, RCS MediaGroup, Autogrill e Banca Carige), considerata troppo vicina agli interessi di Mediobanca, poco remunerativa per i soci e poco trasparente.
Il 27 dicembre 2014 il Presidente della Repubblica Giorgio Napolitano, lo nomina Commendatore dell’Ordine al merito della Repubblica Italiana "per essersi impegnato nella promozione dell'Italia come meta di investimenti finanziari". La cerimonia ufficiale la presenzierà il nuovo presidente, Sergio Mattarella il 2 giugno.

### Attività politica
Dichiaratosi da sempre elettore del centro-sinistra, è il principale finanziatore di tutte le campagne elettorali di Matteo Renzi prima della sua entrata al governo nel 2014. In seguito alla sconfitta di Renzi, voterà per Scelta Civica con Mario Monti alle politiche del 2013. Torna quindi a sostenere Renzi nella campagna per le primarie del Partito Democratico del 2013, intervenendo il 26 ottobre alla quarta edizione dell'assemblea alla Stazione Leopolda di Firenze.
Tra le misure che Serra propone ci sono il taglio della spesa pubblica, l'abolizione di Senato e Province e l'accorpamento dei piccoli Comuni, l'aumento delle aliquote sulle rendite finanziarie per abbassare le tasse sul lavoro, il taglio delle cosiddette "pensioni d'oro", la semplificazione del sistema tributario e la lotta all'evasione fiscale. Al contrario i detrattori lo accusano di aver instaurato un sistema societario complesso all'estero, sistema non realizzabile in Italia, ma consentito in Gran Bretagna dove ha sede il cuore del gruppo Algebris, in base al quale la tassazione sui dividendi risulterebbe essere vantaggiosa rispetto a quella consentita in Italia.

### Attività sportiva
Davide Serra ha avuto un passato di pallavolista in serie A2 nella Gividì Brugherio.

### Attività benefiche
Davide Serra è chairman della fondazione benefica Hakuna Matata Foundations, il cui scopo è aiutare e dare sostegno a quasi 5.000 bambini orfani in Tanzania.

### Ulteriori attività
Davide Serra è membro del World Economic Forum e, insieme ad Algebris, dell'Institute of International Finance.

### Vita privata
Davide Serra è sposato e ha 4 figli. Di religione cattolica, ha fatto parte degli scout. È inoltre patron della chiesa italiana a Londra (Saint Peter's project).

### Controversie
In occasione delle primarie del 2012 le sue considerazioni negative su Pier Luigi Bersani indussero quest'ultimo ad una piccata risposta ("Direi che qualcuno che ha la base alle Cayman non può permettersi di dare giudizi"). Tale affermazione fu oggetto di querela da parte di Serra, archiviata su richiesta del PM con la seguente motivazione: "La sede in un paradiso fiscale non è un illecito, ma è un fatto che si assoggetta alla critica di appartenere a una legislazione non trasparente".
Partecipando alla quinta edizione della Leopolda, svoltasi in concomitanza temporale con la manifestazione indetta dai sindacati a Roma contro il ddl sul Jobs Act, si esprime in favore di una limitazione al diritto di sciopero nella Pubblica Amministrazione, affermando che lo stesso strumento è causa di maggiore disoccupazione. Tale affermazione fa insorgere le organizzazioni sindacali, che per bocca del segretario generale della CGIL Susanna Camusso parlano di un governo assoggettato ai "poteri forti", costringendo ad una presa di distanza da Serra da parte del ministro Marianna Madia e del sottosegretario Graziano Delrio, nonché di vari esponenti del Partito Democratico.
Il 12 febbraio del 2015 il suo nome compare nella lista compilata da Hervé Falciani contenente i nomi di oltre 7000 italiani con conti depositati in Svizzera presso la Banca HSBC, nell'ambito del cosiddetto Swiss Leaks; tuttavia ne è un titolare in totale trasparenza e in accordo con il sistema fiscale inglese. L'indomani, 13 febbraio 2015, viene reso noto che la Consob lo ha convocato per avere spiegazioni su possibili anticipazioni e informazioni privilegiate ricevute in merito alla trasformazione delle banche popolari in società per azioni, preludio a possibili inchieste per reato di insider trading che coinvolgerebbe anche Pier Luigi Boschi, padre del ministro Maria Elena e vicepresidente dell'allora Banca Popolare dell'Etruria e del Lazio, ma il fondo Algebris non aveva comprato alcun titolo di banche popolari italiane prima della trasformazione delle banche popolari in società per azioni.
Nel Novembre 2019 Serra è perquisito dalla Guardia di Finanza per aver donato 300 000 Euro alla fondazione Open di Matteo Renzi.